# 正視
正視（）とは、目に屈折異常がない状態をいう。チン小帯・毛様体の緊張が無い（水晶体が最も薄くなっている）場合に、無限遠方の像が網膜上に結像する状態のことである。
視力が良ければ正視というわけではない。視力が良い人の中には軽い遠視の人がかなり含まれている。
近視や遠視などの屈折異常の矯正は原理としては眼鏡やコンタクトレンズを用いて正視の状態にするものだが、厳密に言えばやや近視寄りの状態にすることが多い。完全な正視の状態では、常にチン小帯・毛様体の緊張が起こり目が疲れやすくなるため、矯正用レンズを正視の状態よりわずかに近視に近い状態に合わせて調製するのである。その場合レンズの度数（ディオプター）は最良の遠点視力が得られる値よりも若干大きくなる。つまり、近視では弱め、遠視では強めの度数となる。矯正した状態でごく弱い凹レンズを通して見た場合、さらに遠点視力が良くなっていれば、この条件に適合する。
もっとも、やや近視寄りの状態にしないほうがよい場合もある。遠視で裸眼視力の良い人の眼鏡をやや近視寄りに調製すると、裸眼より遠くの見え方が悪くなってしまう。初老期に近視が弱くなった人など、現在使用中の近視眼鏡が過矯正になっている人の度数を弱めようとする際も同様である。そのような人は裸眼あるいは現在の眼鏡での鮮明な見え方に慣れているので、わずかでも遠方がぼやけることに強い抵抗を示すことが多い。こういった場合は、現在の見え方より遠方が不鮮明にならないように、完全な正視状態に矯正することになる。先の条件とは逆に、矯正した状態でごく弱い凹レンズを通して見ても遠点視力が変わらないようでなければならない。また、遠点視力を確認する際の目標物は5mまたは3m先に設置された一般的な視力検査表ではなく、室外の看板など10m以遠のものとしなければならない。通常ならば問題にならない5mあるいは3mと無限遠との違いも、わずかでも遠点視力を落としてはならない場合には問題になるからである。